# Michael Marsal
Michael Marsal (ur. 7 kwietnia 1987 w Ft. Worth) – amerykański kierowca wyścigowy.